# 高野聖
高野聖（こうやひじり）是日本平安時代至江戶時代初期以高野山為根據地的遊行僧。從高野山前往各地，從事勸化、唱導、撿骨等，以進行稱作勸進的募金活動。但是，教義上並非真言宗，較接近淨土宗，以念佛為中心的獨特僧侶。

## 歷史
遊行僧在奈良時代登場，但是，出現在高野山是在平安時代。始祖有小田原聖的教懷、明遍、重源等人。高野聖形成不同的集團居住高野山內，其中以蓮華谷聖、萱堂聖、千手院聖的三個集團規模最大。
高野聖在高野山的僧侶中位居最下層的位置，一般也兼任行商人。隨著時代演進，成為高野山的一大勢力，在諸國推廣高野信仰的另一方面，也透過舉辦連歌會等文藝活動親近一般民衆。但是，一部分俗惡化，成為被稱作「夜道怪」（借宿）的集團。
天正6年（1578年），織田信長捕殺畿內的高野聖1383人。高野山為了報復，藏匿和信長敵對的荒木村重殘黨，和足利義昭友好。
江戶時代，幕府推進檀家制度，限制高野聖的活動後衰退。

## 關連項目
- 聖
- 聖坂
- 行脚